# U-853
| U-853                      | U-853                                                                      | U-853                                                                      |
| -------------------------- | -------------------------------------------------------------------------- | -------------------------------------------------------------------------- |
|                            |                                                                            |                                                                            |
|                            |                                                                            |                                                                            |
| U-853 з командою           |                                                                            |                                                                            |
| Під прапором               | Третій рейх                                                                | Третій рейх                                                                |
| Спуск на воду              | 11 березня 1943 року                                                       | 11 березня 1943 року                                                       |
| Виведений зі складу флоту  | 6 травня 1945 року                                                         | 6 травня 1945 року                                                         |
| Сучасний статус            | затоплений                                                                 | затоплений                                                                 |
| Проєкт                     |                                                                            |                                                                            |
| Тип ПЧ                     | Дизельний підводний човен                                                  | Дизельний підводний човен                                                  |
| Основні характеристики     |                                                                            |                                                                            |
| Швидкість (надводна)       | 19 вузлів                                                                  | 19 вузлів                                                                  |
| Швидкість (підводна)       | 7,3 вузлів                                                                 | 7,3 вузлів                                                                 |
| Гранична глибина занурення | 230 м                                                                      | 230 м                                                                      |
| Екіпаж                     | 48 особи                                                                   | 48 особи                                                                   |
| Розміри                    |                                                                            |                                                                            |
| Довжина найбільша (по КВЛ) | 76,8 м                                                                     | 76,8 м                                                                     |
| Ширина корпусу найб.       | 6,9 м                                                                      | 6,9 м                                                                      |
| Висота                     | 9,6м                                                                       | 9,6м                                                                       |
| Середня осадка (по КВЛ)    | 4,7 м                                                                      | 4,7 м                                                                      |
| Водотоннажність надводна   | 1144 т                                                                     | 1144 т                                                                     |
| Озброєння                  |                                                                            |                                                                            |
| Артилерія                  | 1 × 88-мм палубна гармата SK C/32                                          | 1 × 88-мм палубна гармата SK C/32                                          |
| Торпедно- мінне озброєння  | 4 носових і два кормових ТА. 22 торпеди або 44 міни TMA чи 66 TMB          | 4 носових і два кормових ТА. 22 торпеди або 44 міни TMA чи 66 TMB          |
| ППО                        | 1 × 37-мм зенітна гармата SKC/30 2 (1 × 2) × 20-мм зенітні гармати FlaK 30 | 1 × 37-мм зенітна гармата SKC/30 2 (1 × 2) × 20-мм зенітні гармати FlaK 30 |

U-853 — німецький підводний човен типу IXC/40, часів Другої світової війни.
Замовлення на будівництво човна було віддане 5 червня 1941 року. Човен був закладений на верфі «AG Weser» у Бремені 21 серпня 1942 року під заводським номером 1059, спущений на воду 11 березня 1943 року, 25 червня 1943 під командуванням капітан-лейтенанта Гельмута Зоммера увійшов до складу 4-ї флотилії. За час служби також входив до складу 10-ї та 33-ї флотилій.
За час служби човен зробив 3 бойових походи, в яких потопив 1 вантажне судно та 1 військовий корабель.
Потоплений 6 травня 1945 року у Північній Атлантиці південно-східніше Нью-Лондона (41°13′ пн. ш. 71°27′ зх. д. / 41.217° пн. ш. 71.450° зх. д.) глибинними бомбами американського есмінця «Атертон» та патрульного фрегата «Моберлі». Всі 55 членів екіпажу загинули.

## Командири
- Капітан-лейтенант Гельмут Зоммер (25 червня 1943 — 9 липня 1944)
- Оберлейтенант-цур-зее Гельмут Фремсдорф (18 червня — 9 липня 1944)
- Оберлейтенант-цур-зее Отто Вермут (10 липня — 31 серпня 1944)
- Корветтен-капітан Гюнтер Кунке (24 серпня — 15 жовтня 1944)
- Оберлейтенант-цур-зее Гельмут Фремсдорф (1 вересня 1944 — 6 травня 1945)

## Потоплені та пошкоджені кораблі[3]
| Назва       | Тип             | Належність | Дата           | Тоннаж (БРТ) | Вантаж          | Статус    | Місце                                                       |
| USS PE-56   | патрульне судно | США        | 23 квітня 1945 | 430          |                 | потоплено | 43°33′ пн. ш. 70°10′ зх. д. / 43.550° пн. ш. 70.167° зх. д. |
| Black Point | вантажне судно  | США        | 5 травня 1945  | 5 353        | 7 759 т вугілля | потоплено | 41°19′ пн. ш. 71°23′ зх. д. / 41.317° пн. ш. 71.383° зх. д. |